# Kandiscukor

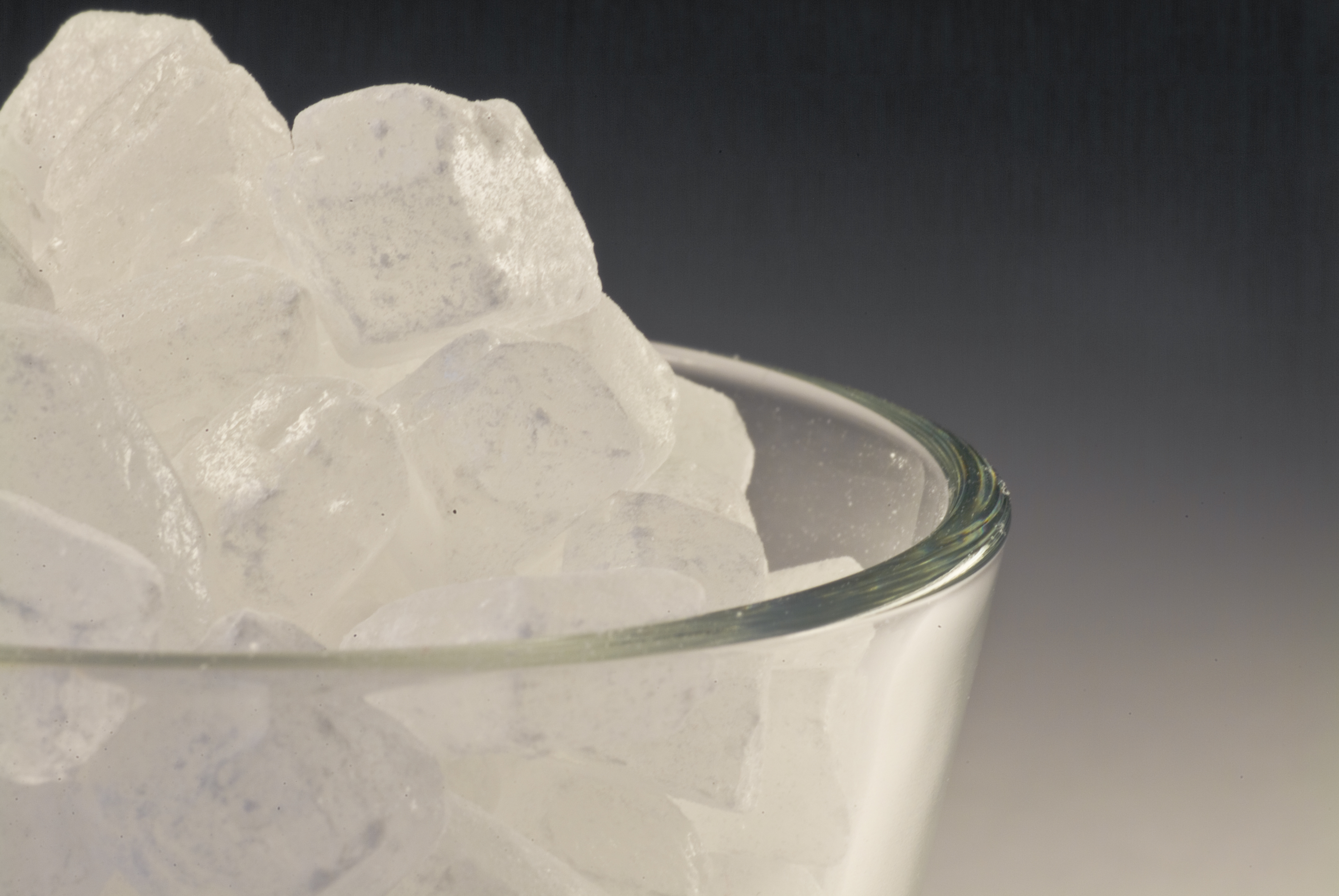
Fehér kandiscukor

A kandiscukor vagy jegescukor nagy méretű kristályokból álló cukor. Az Európai Unióban használt meghatározás szerint a kandiscukor „olyan cukor, amely legalább 5 milliméter hosszú nagy kristályokból áll, és melyet megfelelő mértékben koncentrált cukoroldat hűtésével és lassú kristályosításával nyernek; és száraz állapotban 96 vagy annál több tömegszázaléka szacharóz, melyet a polarimetriás módszerrel összhangban határoznak meg.”

## Elnevezése
Neve német közvetítéssel érkezett a magyar nyelvbe, az arab qand (cukor) szó származéka. A név régies formái: czukor kándli, cukaronkandia, czukor gandli, czukor kandija. A német nyelvben a Zuckerkandel szót a 16. században használták, a Kandiszucker elnevezés a 18. században jelent meg.

## Története
Az arabok már a 9. században készítettek kandiscukrot. 1000 körül az arab orvosok gyógyszerként használták. Magyarországon a soproni finomító az 1820-as években évente 40-40 tonna fehér és sárga kandiscukrot gyártott; 1874-től az 1890-es bezárásáig kizárólag kandiscukor termelésére állt át. A selypi cukorgyár 1918-tól kezdve gyártott kandiscukrot a pezsgőgyárak részére.

## Gyártása
Finomított cukoroldatból lassú kristályosítással készül. A kockacukor gyártása során előállt törmelékből vagy a finomított cukor gyártásánál visszamaradt cukorgombócokból kondenzvízzel 65-77 °Bx sűrűségű oldatot készítenek, és ezt 80-95 °C hőmérsékletre melegítik. Színezéshez az oldathoz híglét vagy külön készített karamelloldatot kevernek. Az oldatot kristályosító kádakba teszik, amelyekben fonallal ellátott keretek találhatók. A cukor 4-10 nap alatt 35–40 °C-ra hűl és rákristályosodik a fonalakra. Ezután a kádakból leeresztik a maradék folyadékot, a keletkezett nagyméretű kristályokat vízzel lemossák. Lecsepegtetés után a kádakból kiveszik a kereteket, és egy napig 35-40 C°-on szárítják. (Gyors lehűlés esetén aprószemű kristályok keletkeznének.) A kandiscukor gyártása nem hatékony, mert az összes cukornak csak mintegy 30%-a kristályosodik ki, és annak is csak fele a fonalakra, a többi pedig a kádak falára rakódik.

## Felhasználása
Tea és más forró italok édesítésére használják.